# 馬淵崇英
馬淵崇英（日语：馬淵 崇英/まぶち すうえい，1963年10月20日—），舊名蘇薇。日本跳水教練，出生於中國上海。

## 經歷
8歲時開始練體操，小學6年級開始學跳水，上高中時參加了中國全運會，並獲得前十名，在當時中國跳水隊算是一流選手，19歲時引退成為教練。
1988年赴日本留學，隔年，曾擔任日本國家跳水隊教練的馬淵良和他的妻子津谷鹿乃子(現姓馬淵)邀請馬淵崇英擔任JSS寶塚跳水隊的教練。
1991年，他遇到了小學5年級的寺內健，並開始當寺內健的跳水教練。1994年，他讓寺內健贏得日本全國跳水錦標賽冠軍，成為當時最年輕的全國冠軍，並代表日本參加1996年奧運男子跳水比賽。
1998年(來日本10年後)，馬淵崇英取得日本國籍，並帶領寺內健連續參加4屆奧運(1996、2000、2004、2008)。
淺田梨紗、辰巳楓佳、板橋美波、次女馬淵優佳及玉井陸斗皆由馬淵崇英執導。